# Gornje Podotočje
 Gornje Podotočje  falu Horvátországban Zágráb megyében. Közigazgatásilag Velika Goricához tartozik.

## Fekvése
Zágráb központjától 18 km-re, községközpontjától 6 km-re délkeletre, a Túrmező síkságán fekszik. 

## Története
A települést 1880-ig Podotočjénak nevezték, ekkor vált ki belőle Donje Podotočje, míg a megmaradt másik rész a Gorje Podotočje nevet kapta. A középkorban Podotočje lakói kezdetben a zágrábi várispánsághoz tartozó szerviensek voltak. 1225-ben IV. Béla még szlavón hercegként a zágrábi várhoz tartozó egyes jobbágyokat nemesi rangra emelt, akik mentesültek a várispánok joghatósága alól és a zágrábi mező (Campi Zagrabiensis) nemeseinek közössége, azaz saját maguk által választott saját joghatóság (comes terrestris) alá kerültek. Az így megalakított Túrmezei Nemesi Kerülethez tartozott Podotočje is. Ezen belül közigazgatásilag a Polje (Campus) járásához tartozott. 1535-ben Krizanich Gáspár kapott itt birtokot Ferdinánd királytól.
A falu és környéke a 16. századtól sokat szenvedett a gyakori török támadások miatt. Amikor 1592-ben Hasszán boszniai pasa végigpusztította a Túrmezőt és mintegy 35000 lakost hurcolt rabságba számos ősi túrmezei család pusztult ki és nem maradt egyetlen ép falu sem. A török veszély megszűnése annak a nagy győzelemnek köszönhető, melyet a horvát sereg 1593. június 22-én Sziszeknél aratott a török felett. 
A túrmezei kerület megszüntetése után a falut is a Zágráb vármegyéhez  csatolták. Egyházilag a vukovinai plébániahoz tartozik. 1857-ben még az elválás előtt 211, 1910-ben 177 lakosa volt. Trianon előtt Zágráb vármegye Nagygoricai járásához tartozott. Önkéntes tűzoltó egyletét 1936-ban alapították. 2001-ben a falunak 294 lakosa volt.

## Lakosság
| Lakosság változása | Lakosság változása | Lakosság változása | Lakosság változása | Lakosság változása | Lakosság változása | Lakosság változása | Lakosság változása | Lakosság változása | Lakosság változása | Lakosság változása | Lakosság változása | Lakosság változása | Lakosság változása | Lakosság változása |
| ------------------ | ------------------ | ------------------ | ------------------ | ------------------ | ------------------ | ------------------ | ------------------ | ------------------ | ------------------ | ------------------ | ------------------ | ------------------ | ------------------ | ------------------ |
| 1857               | 1869               | 1880               | 1890               | 1900               | 1910               | 1921               | 1931               | 1948               | 1953               | 1961               | 1971               | 1981               | 1991               | 2001               |
| 211                | 251                | 245                | 233                | 171                | 177                | 162                | 185                | 186                | 187                | 191                | 188                | 191                | 232                | 294                |